# Musée d'Art de l'Université nationale de Séoul
Le Musée d'art de l'université nationale de Séoul (Hangeul : 서울대학교 미술관, traduit en anglais par Museum of Art, Seoul National University (MoA SNU)) est un musée d'art sud-coréen situé à Séoul et dépendant de l'université nationale de Séoul. Dessiné par Rem Koolhaas, il a ouvert le 8 juin 2006.
Les collections sont largement consacrées à l'art moderne et contemporain.

## Localisation
Le musée est situé à proximité d'un autre musée sur le même campus, le Seoul National University Museum qui conserve une collection d'archéologie (Paléontologie et Préhistoire) ainsi qu'une importante collection d'art ancien (jusqu'à l'époque Joseon). De nombreux éléments de ces collections ont une renommée mondiale. Ce musée est ouvert à tous les publics.